# یواس‌اس شرایک (ام‌اس‌سی-۲۰۱)
یواس‌اس شرایک (ام‌اس‌سی-۲۰۱) (به انگلیسی: USS Shrike (MSC-201)) یک کشتی بود که طول آن ۱۴۵ فوت (۴۴ متر) بود. این کشتی در سال ۱۹۵۴ ساخته شد.